# گابریله دتی
گابریله دتی (ایتالیایی: Gabriele Detti؛ زادهٔ ۲۹ اوت ۱۹۹۴) یک شناگر اهل ایتالیا است.
وی در مسابقات کشوری و بین‌المللی در مجموع برنده ۱ مدال طلا، ۴ مدال نقره، ۶ مدال برنز شده‌است.